# 2С27 «Риф»
2С27 «Риф» — радянська 152-мм самохідна гаубиця на гусінному шасі. Розроблена на Харківському тракторному заводі.

## Історія
Розробку САУ було розпочато у СРСР. Гаубиця для 2С27 була розроблена у ОКБ-9 на артилерійському заводі № 9 під керівництвом Голубєва В. А.. Після розпаду СРСР замовником 2С27 виступило Міністерство оборони України. Розробку артилерійської частини продовжило КБАО.

## Конструкція
Призначалася для заміни 2С1 «Гвоздика» у артилерійських дивізіонах механізованих (танкових) полків. Плаваюча. Уніфікація за снарядами з МЛ-20, Д-1, 2С3, Д-20, 2А65, 2С19 («єдиний снаряд»). Найближчий аналог 2С27 «Риф» — 2С18 «Пат-С».